# Arbeitersiedlung

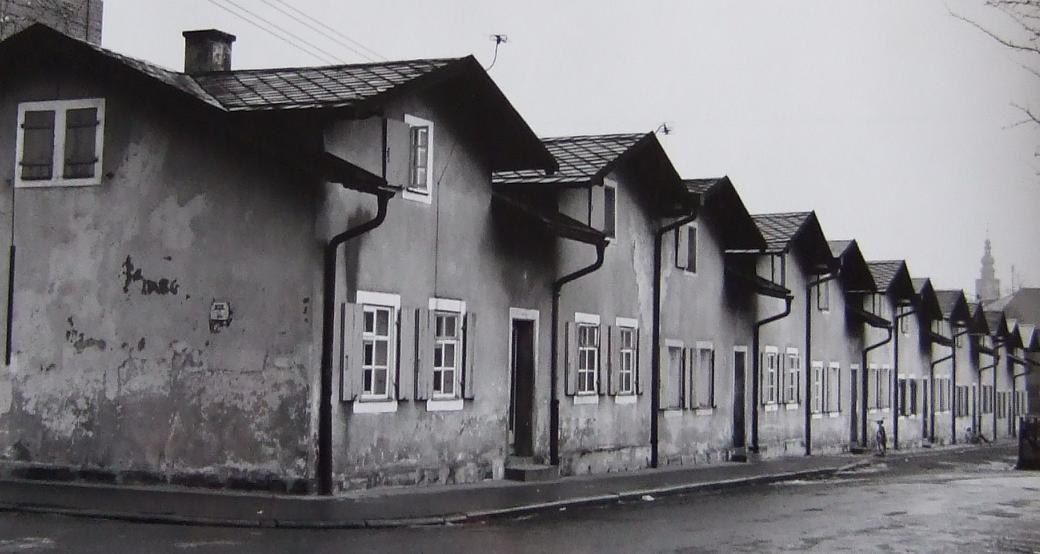
Siedlung Burg in Bayreuth

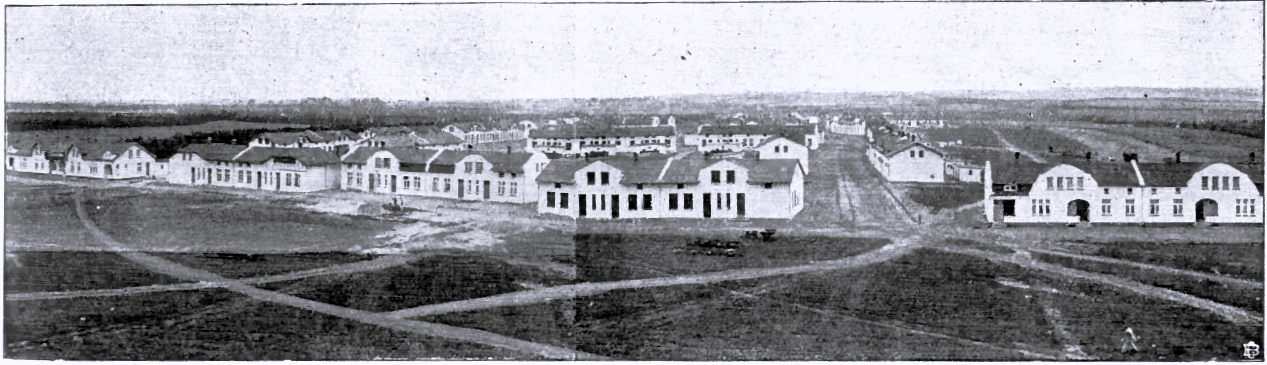
Arbeiterkolonie des Lübeckischen Hochofenwerkes (1906)

Arbeitersiedlungen, zeitgenössisch auch als Werkssiedlung, Arbeiterkolonie oder Fabrikkolonie bezeichnet, wurden im 19. Jahrhundert und in der ersten Hälfte des 20. Jahrhunderts auf Initiative gemeinnütziger Gesellschaften oder von Unternehmern gebaut, um preiswerten Wohnraum für die unteren Schichten der Bevölkerung zu schaffen. Nicht zu verwechseln mit Arbeitervierteln, welches Stadtteile sind, in denen überwiegend Arbeiterfamilien wohnen oder wohnten.

## Geschichte
Sie entstanden in Zusammenhang mit der Wohnungsnot, die durch die Wanderung hauptsächlich der Landbevölkerung in die industriellen Zentren hervorgerufen worden war. Bei den gemeinnützigen Gesellschaften handelte es sich meist um Baugesellschaften in der Rechtsform der Aktiengesellschaft, um Baugenossenschaften oder -vereine. Sie handelten zumeist aus altruistischen Motiven und wollten die Wohnverhältnisse für breite Schichten der Bevölkerung verbessern. Fabrikanten handelten aus eher eigennützigem Antrieb. Sie wollten mit den Mitteln des Werkwohnungsbaus vor allem in den rasch expandierenden Industriezweigen die Fluktuation der aus dem ländlichen Umland angeworbenen Arbeitskräfte verringern und ein Stammpersonal aus Facharbeitern und Meistern an ihre Fabriken binden. Zudem erhielten sie mittels Werkwohnung als Miet-, Kauf- oder Prämienobjekt einen nicht unbeträchtlichen Einfluss auf die Lebensgewohnheiten ihrer Arbeiterschaft. Die für die Geschmacksbildung der Arbeiterschaft gegründeten Lese-, Musik- und Gesangvereine, die mit den Siedlungen verbundenen Krankenkassen, Sparkassen und Feuerwehren schufen Sicherheit, brachten die Bewohner dieser Quartiere aber auch weitgehend in materielle wie geistige Abhängigkeit.
Architekten und Bautechnik begannen um die Mitte des 19. Jahrhunderts, sich mit der Anlage von Arbeitersiedlungen auseinanderzusetzen. Ziel ihrer Überlegungen war nicht allein die rationelle Herstellung preiswerten Wohnraums, Dauerhaftigkeit und Sicherheit, sondern auch die Größe der Häuser, zweckmäßige Raumaufteilung, Berücksichtigung von Licht, Luft und Vegetation, aber auch die Freizeit- und Sportmöglichkeiten, als Grundlage gesunden Wohnens.

## Werkssiedlungen

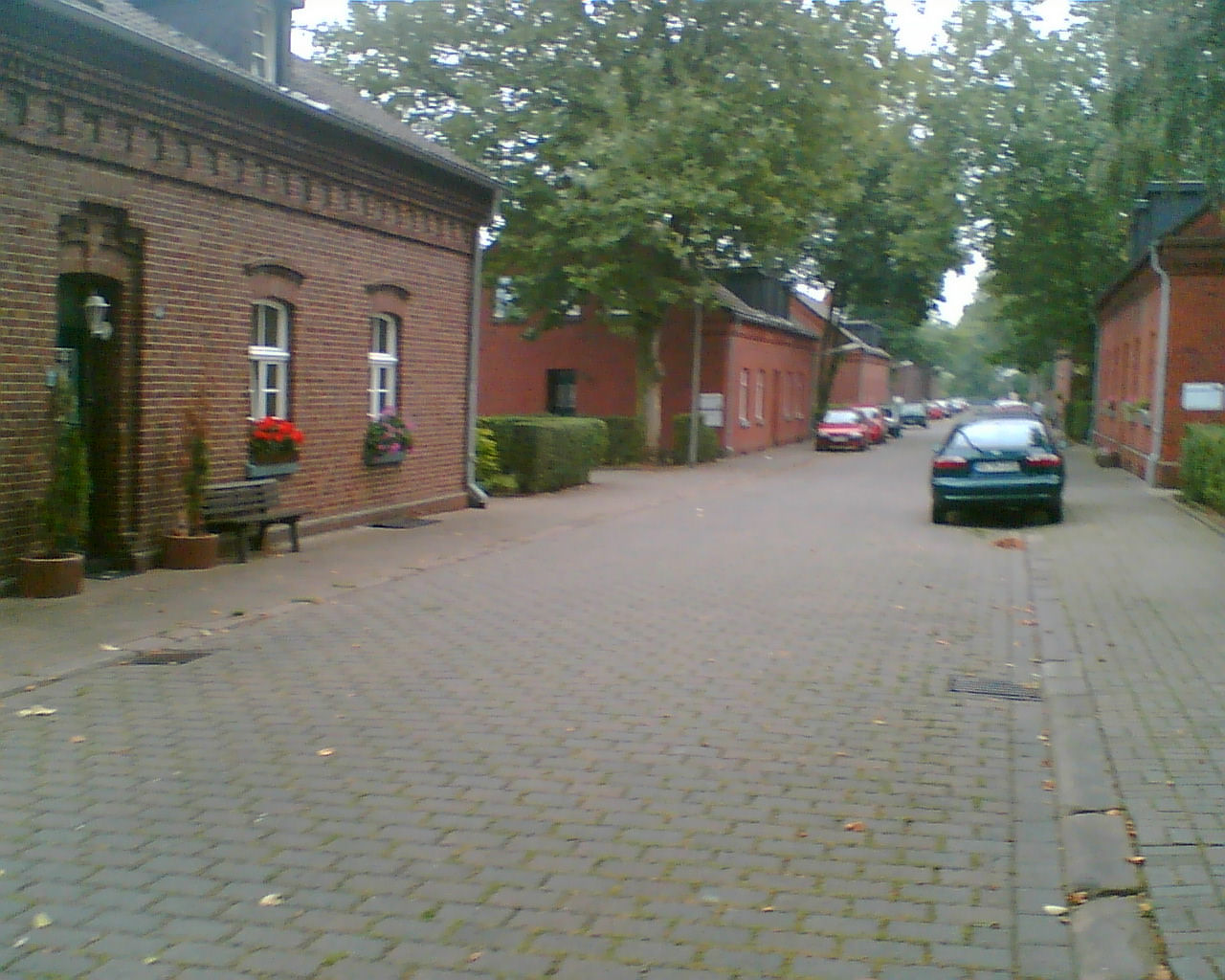
Straßenbild Siedlung Eisenheim

Arbeitersiedlungen wurden auch als Werkssiedlungen von Betrieben der Montanindustrie für ihre Arbeiter und Angestellten errichtet. Aber auch in anderen Industriezweigen kam die Idee der Bindung der Arbeitnehmer an ihre Arbeitsstätten durch betriebsnahe Wohngelegenheiten zum Tragen (z. B. Zementindustrie, holzverarbeitende Industrie). Der Bau solcher Betriebswohnungen wurde durch spezielle staatliche Förderprogramme unterstützt.
Die Montanindustrie hatte insbesondere im Ruhrgebiet Ende des 19. Jahrhunderts ein rasches Wachstum mit entsprechenden Wanderungszuwächsen aus den europäischen Nachbarstaaten und aus wirtschaftsschwachen deutschen Regionen zu verzeichnen, die zu Engpässen auf dem Wohnungsmarkt führten. Für die Betriebe in der Entwicklungszone des Ruhrgebietes war die Anwerbung und Sesshaftmachung von Arbeitskräften daher ein lebenswichtiges Problem, das man durch die Errichtung von Werkssiedlungen zu lösen versuchte. Diese typischen Zechenkolonien wurden meistens in der Nähe der Betriebe errichtet, für die Planung wurden oft renommierte Architekten gewonnen.

## Historische Arbeitersiedlungen

Die letzten historischen Häuser der Arbeitersiedlung Körtingsdorf

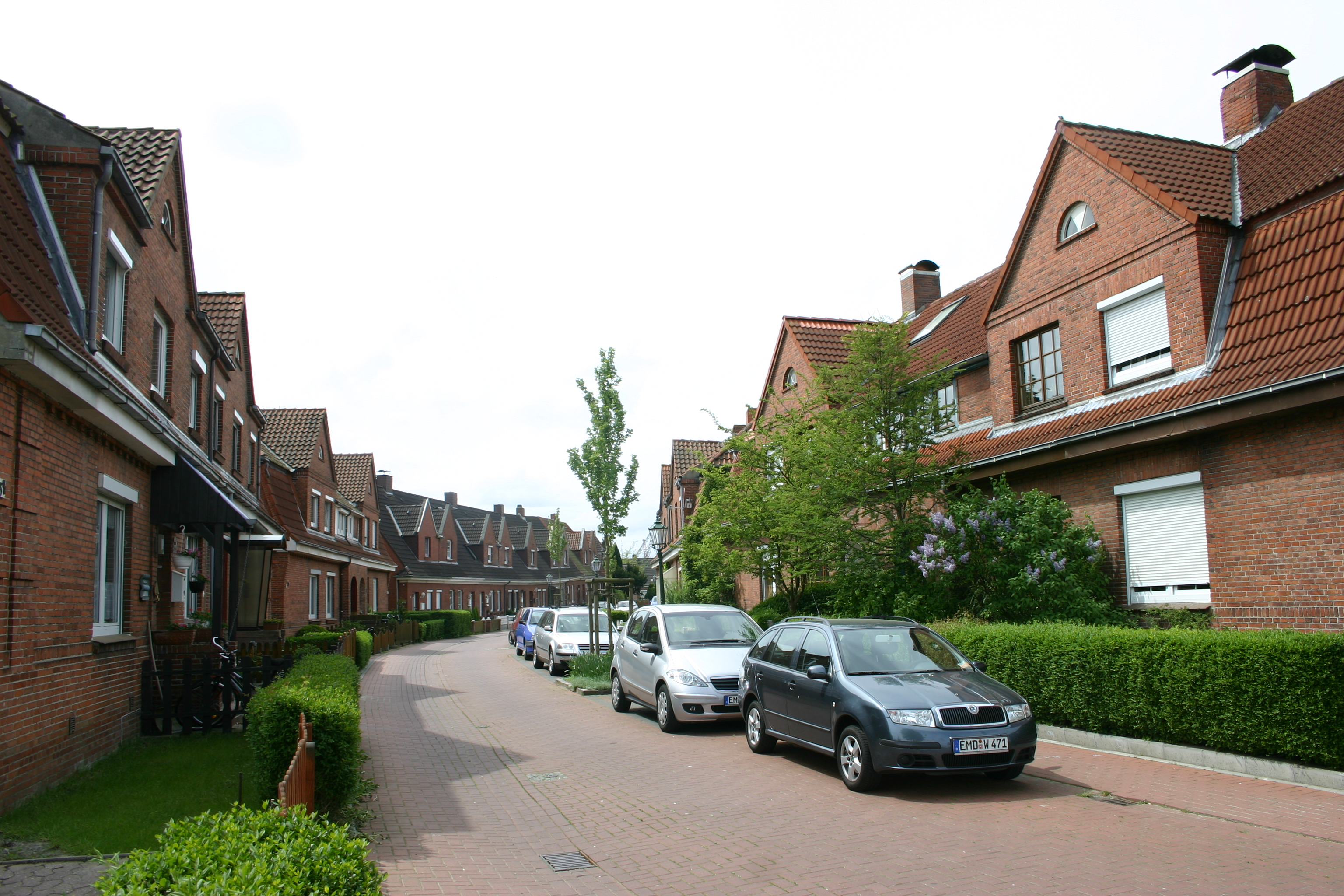
Juiststraße in Emden-Friesland

- Die älteste noch erhaltene Siedlung dieses Typs ist die 1747–1756 angelegte Nadelburg-Siedlung in Lichtenwörth (Niederösterreich)
- Im württembergischen Kuchen errichtete die landesweit größte Baumwollspinnerei und -weberei für ihre Arbeiter von 1857 bis 1869 die Arbeitersiedlung Kuchen. Sie war für damalige Verhältnisse mit vorbildlichen und fortschrittlichen Kultur-, Freizeit-, Versorgungs- und Gesundheitseinrichtungen ausgestattet. Ein Teil der Siedlung wurde nach dem Konkurs der Firma Süddeutsche Baumwolle Industrie AG Kuchen (ESBI) ab 1987 für rund zehn Millionen Euro saniert.
- In Stuttgart wurde von 1869 bis 1871 das Postdörfle als erste Arbeitersiedlung in Stuttgart für „niedere“ Post- und Eisenbahnbedienstete errichtet. Das Hanggelände wurde durch 7 Terrassen mit zeilenweise angeordneten, dreistöckigen Wohngebäuden erschlossen, die an Mietetagenhäuser erinnerten. Zwei Gebäude nahmen die Gemeinschaftseinrichtungen auf: Badhaus, Kantine, Waschhaus, Kinderkrippe und Konsumladen. Das Postdörfle bereicherte durch die Terrassierung den Siedlungsbau um eine neue Variante.
- In Bayreuth errichtete ab 1861 die Mechanische Baumwoll-Spinnerei die erste bayerische Sozialsiedlung, genannt Die Burg. Mit jeweils 52 m² Wohnfläche auf zwei Etagen und einem kleinen Garten waren die Häuser für damalige Verhältnisse großzügig konzipiert. Insgesamt entstanden bis 1909 mehr als 180 Wohnungen für die Spinnereiarbeiter und ihre Familien. Das von den Bombenangriffen weitgehend verschont gebliebene Viertel wurde bis 1980 vollständig abgerissen.
- In Dortmund entstand 1871 durch die Union Hüttenwerke die Unionvorstadt, eine der ersten Werkssiedlungen im englischen Stil (vgl. Siedlung Eisenheim). Sie wurde 1961 abgerissen.
- In der heutigen Gemeinde Ilsede in Niedersachsen errichtete die Aktiengesellschaft Ilseder Hütte ab 1875 die Werkssiedlung Neuölsburg. Die Siedlung erhielt den Status einer selbstständigen Gemeinde im damaligen Landkreis Braunschweig. Die Werkssiedlung behielt ihre kommunale Selbstverwaltung bis 1964.
- In Augsburg entstand 1876 das Kammgarnquartier, für die Arbeiter der Augsburger Kammgarn-Spinnerei. 1892 das Proviantbachquartier, als Arbeitersiedlung der Mechanischen Baumwollspinnerei und Weberei Augsburg (SWA). Beide Quartiere liegen im Augsburger Textilviertel und sind teilweise (Kammgarnquartier) bzw. nahezu vollständig (Proviantbachquartier) erhalten.
- In Hannover entstand ab 1890 die Siedlung Körtingsdorf für die Arbeiter der Firma Körting. Sie grenzte an das Fabrikgelände im Stadtteil Badenstedt an. Die Siedlung umfasste rund 50 Doppelhäuser mit Stallungen und großen Gärten (je rund 800 m²). Auch eine Schule, Geschäfte und eine Gastwirtschaft waren vorhanden.
- In Emden entstanden in den ersten drei Jahrzehnten des 20. Jahrhunderts Arbeitersiedlungen für die Beschäftigten des Emder Hafens und der Werften. Darunter waren die Stadtteile Port Arthur/Transvaal und Friesland. Besonders in Friesland, aber auch in Port Arthur/Transvaal, sind noch ganze Straßenzüge erhalten und lassen einen Einblick in die damaligen Wohnverhältnisse erahnen. Die Häuser in Friesland wurde oftmals mit (Nutz-)Gärten in den Hinterhöfen versehen, die den Bewohnern teilweise die Selbstversorgung mit Lebensmitteln durch den Anbau von Obst und Gemüse sowie durch Tierhaltung ermöglichte.
- Am Stammsitz in Ludwigshafen errichtete die BASF von 1872 bis 1911 eine der ersten und größten Arbeitersiedlungen in Deutschland mit insgesamt 420 Arbeiter- und Aufseher-Wohnungen.
- In Nachbarort Limburgerhof errichtete die BASF 1900 und 1914 zwei weitere Arbeiterkolonien, die die Kernzelle für die spätere selbständige Gemeinde bildeten.
- In Oelsnitz/Erzgeb. entstanden in den 1920er Jahren mehrere noch heute erhaltene Werksiedlungen für Bergarbeiter. Unter anderem die Höhlholzsiedlung und die Waldesruhsiedlung.
- In Ginsheim-Gustavsburg (Stadtteil Gustavsburg) wurde als Arbeitersiedlung zwischen 1896 und 1906 von dem Maschinenbauunternehmen MAN (damals noch „Klett & Co.“) die Cramer-Klett-Siedlung errichtet, deren Name den MAN-Gründer Theodor Freiherr von Cramer-Klett (1817–1884) würdigt.

### Denkmalgeschützte Arbeitersiedlungen

#### Deutschland
- Proviantbachquartier in Augsburg entstand von 1892 bis 1909 als Arbeitersiedlung der Mechanischen Baumwollspinnerei und Weberei Augsburg und steht seit 1986 unter Ensembleschutz.
- Freie Scholle in Berlin-Waidmannslust, erbaut 1895 von Gustav Lilienthal.
- Müsersiedlung, Dortmund-Derne

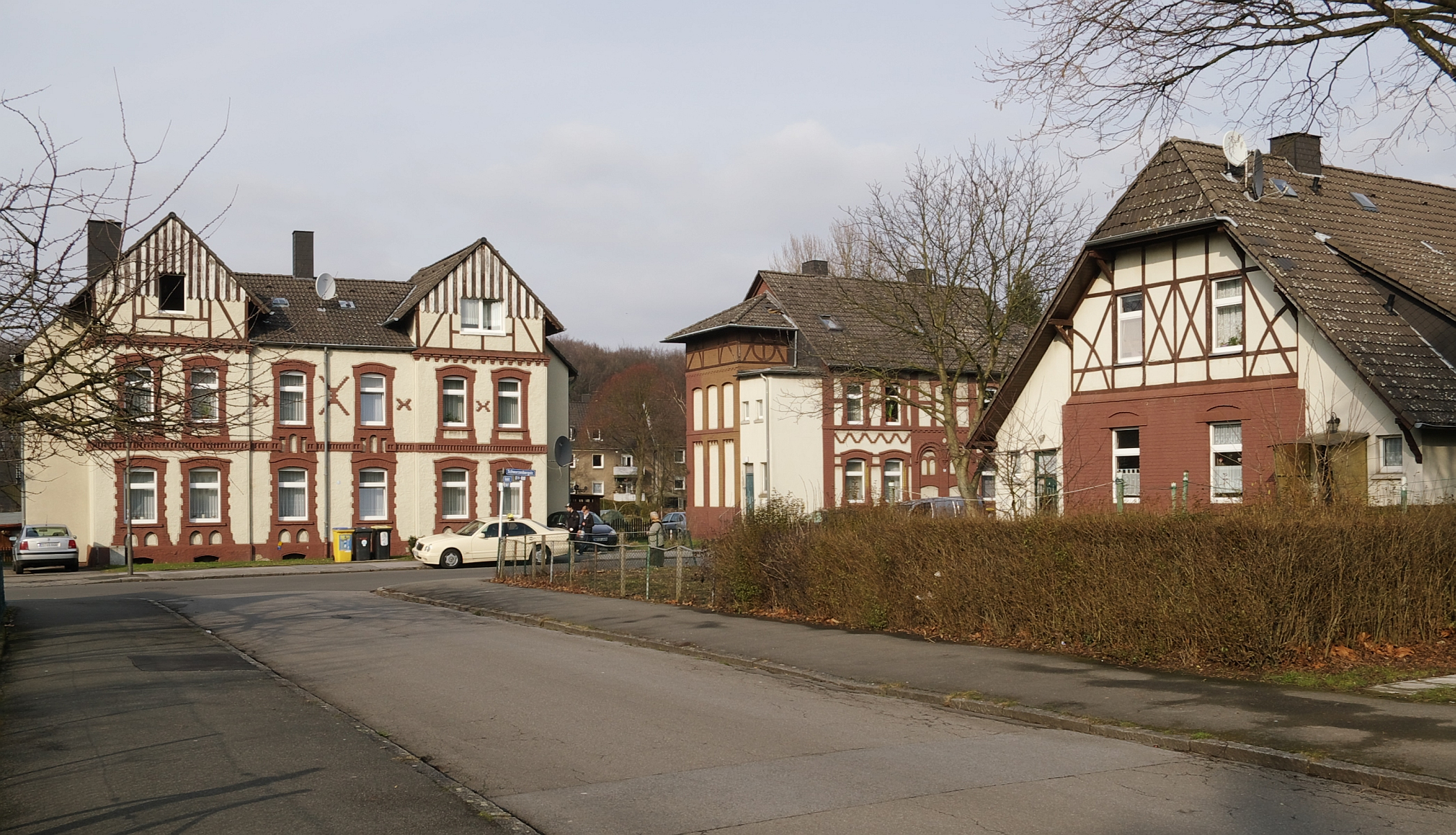
Gebäudeensemble in der Alten Kolonie Eving

- Alte Kolonie Eving in Dortmund, erbaut 1898 bis 1899 von der Zeche Vereinigte Stein und Hardenberg.
- Altenhof I und II in Essen-Rüttenscheid, erbaut 1893 bis 1914 als Arbeitersiedlung der Firma Krupp
- Annahütte[1], Glas- und Bergarbeitersiedlung, erbaut seit 1890
- Baruther Glashütte[2], Glasarbeitersiedlung, erbaut 1716–1894
- Gartenstadt Werderau, erbaut 1910/11 bis 1936 als Arbeitersiedlung der Maschinenfabrik Augsburg-Nürnberg
- Kolonie in Frankfurt am Main, entstanden um 1900 als Arbeitersiedlung der Hoechst AG.
- Knopfhäusle in Freiburg im Breisgau, Arbeitersiedlung der Rislerschen Knopffabrik
- Siedlung Flöz Dickebank, Gelsenkirchen-Ückendorf
- Arbeitersiedlung „Cramer-Klett-Siedlung“ in Ginsheim-Gustavsburg

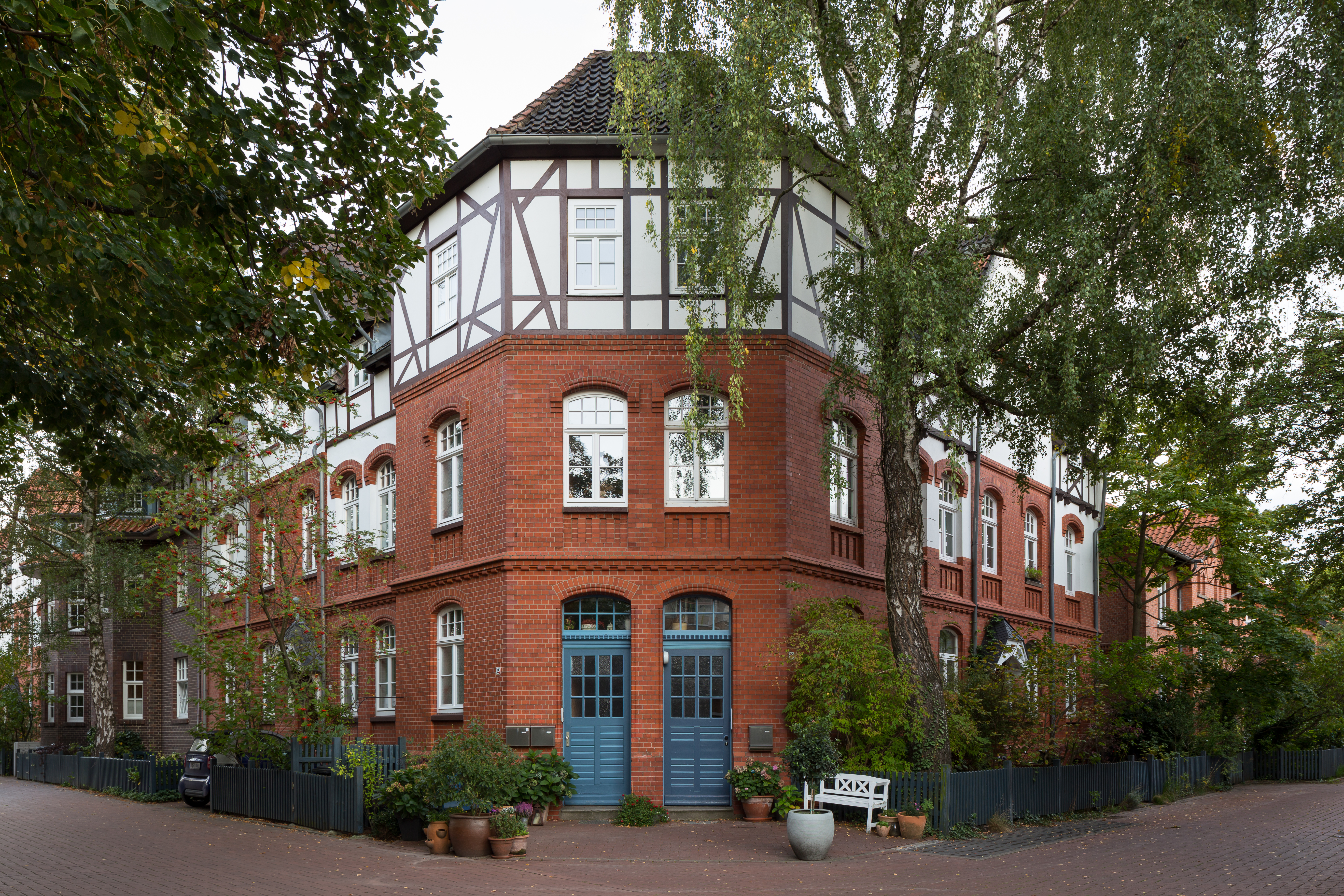
Der Döhrener Jammer in Hannover

- Döhrener Jammer in Hannover-Döhren, zwischen 1869 und der Mitte der 1920er entstanden
- In Hessisch Lichtenau im Werra-Meißner-Kreis in Nordhessen entstand ab 1907 eine Siedlung für Arbeiter der Schwerweberei Fröhlich und Wolff. Alle Wohnungen waren mit fließendem Wasser und Ofenheizung ausgestattet und verfügten über einen eigenen Eingang, einen Stall und Gartenland. Dies war für die aus bäuerlichen Gegenden Osteuropas angeworbenen Arbeiter enorm wichtig zur Integration in eine städtische Wohnsituation. Bis zum Ende der 1930er Jahre entstanden rund 120 Wohnungen in rund 30 Gebäuden. Heute sind die Gebäude als Gesamtanlage unter Denkmalschutz gestellt. Ab 1995 wurde eine umfassende ökologische Sanierung begonnen, es wurde ein Blockheizkraftwerk mit einem Nahwärmenetz gebaut, an das sämtliche verbliebenen Wohngebäude angeschlossen wurden. Ab 2005 wurden umfangreiche Sanierungsarbeiten durchgeführt. Die Siedlung wurde am 1. Oktober 2005 in eine gemeinnützige GmbH überführt.
- Historische Arbeitersiedlung Kuchen
- Lauta-Siedlung[3], Aluminium-Arbeiter-Siedlung
- Victoria-Siedlung in Lünen-Nord – Bergarbeiter-Siedlung
- Siedlung Ziethenstraße (Lünen) – Bergarbeiter-Siedlung
- Werkssiedlung Langenstück in Nachrodt-Wiblingwerde, errichtet in den Jahren 1904 bis 1913
- Siedlung Eisenheim in Oberhausen, seit 1846 von der Gutehoffnungshütte errichtet.
- Siedlung der Vereinigten Strohstoff-Fabriken Coswig in Radebeul-Naundorf
- Gartenstadt Marga in Brieske (Ortsteil von Senftenberg), erbaut zwischen 1907 und 1915 als Arbeiterkolonie der Ilse Bergbau AG
- In Leipzig errichtete der Verleger Meyer um die Jahrhundertwende zum 20. Jahrhundert die Meyer’schen Häuser
- Die 1899 gebaute Schwartzkopff-Siedlung Wildau für die Arbeiter des Schwermaschinenbau Wildau
- Von Langen-Reihe für Porzellanmanufaktur Fürstenberg

#### Österreich
- Arbeitersiedlungen Vierhaus und Sechshaus sowie die Werksiedlung Wiedenbrunn (Häuser einzeln unter Schutz) in Berndorf (Niederösterreich)
- Marienthal in Gramatneusiedl (Niederösterreich), Schauplatz der Studie Die Arbeitslosen von Marienthal aus dem Jahr 1933
- Nadelburg in Lichtenwörth (Niederösterreich)

#### Schweiz
Werksiedlung Stahlwerkstrasse, Schaffhausen